# Francisco Xavier de Brito

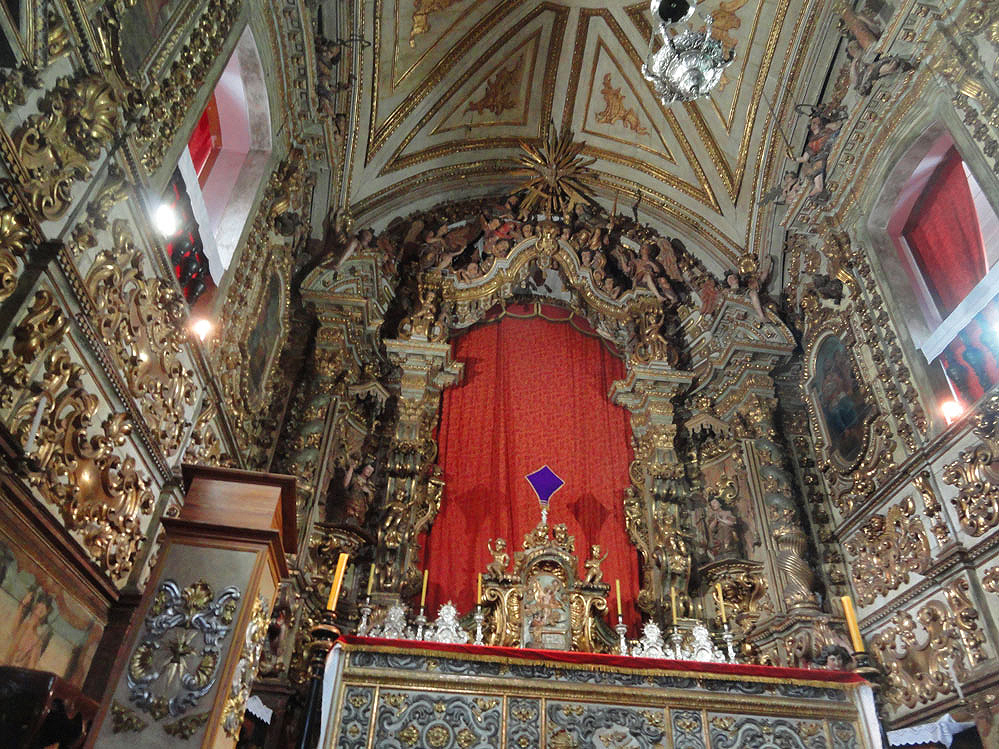
Detalhe da talha da capela-mor da Basílica Menor de Nossa Senhora do Pilar (Ouro Preto).

Francisco Xavier de Brito (Lisboa data de nascimento desconhecido — Ouro Preto, 24 de dezembro de 1751) foi um entalhador e escultor português, responsável por diversas talhas de Igrejas do período Barroco Mineiro.
Como mestre-escultor realizou a talha dos seis altares laterais da Igreja da Ordem Terceira de São Francisco da Penitência no Rio de Janeiro, entre 1735 e 1738. Após a conclusão da Igreja, mudou-se para Minas Gerais, onde executou o risco da talha da Igreja Matriz de Nossa Senhora da Conceição, em Catas Altas do Mato Dentro.
Outras obras de Xavier de Brito em Minas foram a talha da Igreja de Santa Ifigênia (ou Nossa Senhora do Alto da Cruz em Ouro Preto), onde realizou  trabalhos em 1747 e 1748 na capela-mor com esculturas de anjos; e o altar-mor da Igreja Matriz de Nossa Senhora do Pilar, de 1746 até 1751.
Francisco Xavier de Brito faleceu em Ouro Preto no dia 24 de dezembro de 1751, uma sexta-feira.

## Características
A presença de muitos querubins é uma marca de suas obras. As tarjas e medalhões são sempre rodeados por anjos e sempre valorizados pelo movimento.
A talha da capela-mor da Igreja Matriz e Basílica de Nossa Senhora do Pilar, realizada por Xavier de Brito, é considerada a obra-prima do gênero no período.  O trabalho inclui a Virgem do Pilar entronizada em local tradicionalmente reservado ao Santíssimo Sacramento e a coroação é rodeada por vários anjos e querubins de diferentes tamanhos. As colunas salomônicas e as pilastras chamadas de quartelões foram adotadas como elementos de suporte.

## Ligações Externas
- Ouropreto.org.br
- Prefeitura de Mariana